# 増田博正
増田 博正（ますだ ひろまさ、1973年1月5日 - ）は、日本の男性キックボクサー。東京都出身。スクランブル渋谷ジム所属。試合の入場曲は湘南乃風の『晴伝説』。元WPMF世界ライト級王者。

## 来歴

### 日本王座獲得
1999年6月1日、全日本フェザー級王座決定トーナメント準決勝で立嶋篤史に判定勝ち。7月13日の全日本フェザー級王座決定戦で藤武蔵に左ハイキックでKO勝ちし王座を獲得した。1999年11月22日、全日本キックボクシング連盟「WAVE-VIII」で佐久間晋也と対戦予定であったが、佐久間の引退により試合が消滅した。
2000年3月、全日本キックボクシング連盟フェザー級王座を返上した。2000年7月31日、初代J-NETWORKフェザー級王座決定戦でアラビアン・ハセガワと対戦し、2-1の判定勝ちで初代王者となった。
2000年12月、立嶋や小野寺や村浜や金沢に勝っている日本人キラーであったグライガンワーンに判定勝ち。
2003年3月、全日本フェザー級王者の前田尚紀にＫＯ勝ち。2003年7月、リアム・ハリソンにＫＯ負け。
2003年11月23日、全日本ライト級王座挑戦者決定戦で藤牧孝仁と対戦し、5R終了時点では0-0の判定ドローとなるも、延長R終了時には1-2の判定負けで大月晴明への王座挑戦権獲得ならず（公式記録はドロー）。
2004年3月、山本真弘に判定負け。2005年7月、リアム・ハリソンにＫＯ負け。
2006年7月23日、全日本ライト級王者サトルヴァシコバに挑戦。TKO勝ちで王座を獲得し、2階級制覇に成功した。
2007年3月、2002年3月にＫＯ負けした大月晴明との再戦、ダウンを奪い判定勝ち。大月に勝った初の日本人。

### 世界王座獲得
2009年3月1日、東京・ディファ有明で行われた「M-1 FAIRTEX ムエタイチャレンジ 2009 Yod Nak Suu vol.1」のWPMF世界ライト級王座決定戦でデッートサムット・チョールークサムット（タイ王国/元王者）と対戦した。3Rまでは1-1のドローだったが、4R終了時にポイントが逆転し、優勢のまま判定勝ちした。なお、試合はWPMFルールに則って各ラウンド終了後にポイントが読み上げられ、ラウンド間のインターバルは2分取られた。
2009年8月2日に京王プラザホテル八王子で行われたDEEK総合企画主催の「八王子格闘祭り 〜ムエタイの壁〜」に参戦。ユン・ハジン（韓国/ 挑戦者）を相手に自身の持つWPMF王座の防衛戦を行い、5R3-0の判定勝ちで防衛に成功した。最大で5点差がつき、増田の圧勝だった。
2010年1月23日、REBELS旗揚げ戦のメインイベントでコントラノン・エクシンデコンと対戦し、左ローキックでTKO勝ちを収めた。当初はコンタノン・エクシンデコンと対戦予定であったが、交通事故による欠場で対戦相手が変更された。
2010年6月6日、WPMF世界ライト級タイトルマッチでカノンスック・ウィラサクレックと対戦し、0-3の判定負けで王座から陥落した。
2010年8月21日、中国・海南島で開催された興行「龍行天下」のWBCムエタイ世界暫定ライト級王者決定戦でジャルンチャイ・ウッドドニムアンと対戦し、1-2の判定負けで王座獲得はならなかった。

## 戦績

### プロキックボクシング
| キックボクシング 戦績 | キックボクシング 戦績 | キックボクシング 戦績 | キックボクシング 戦績 | キックボクシング 戦績 | キックボクシング 戦績 | キックボクシング 戦績 |
| --------------------- | --------------------- | --------------------- | --------------------- | --------------------- | --------------------- | --------------------- |
| 47 試合               | (T)KO                 | 判定                  | その他                | 引き分け              | 無効試合              |                       |
| 27 勝                 | 12                    |                       |                       | 5                     | 0                     |                       |
| 15 敗                 | 5                     | 10                    | 0                     | 5                     | 0                     |                       |

| 勝敗 | 対戦相手                               | 試合結果                                        | 大会名 | 開催年月日     |
| ×    | ジョムトーン・チュワタナ               | 2R KO                                           | タイ・バンコク国立競技場 【WBCムエタイ世界ライト級王座決定戦】                                                      | 2011年11月4日  |
| ×    | 羅紗陀                                 | 5R終了 判定0-3                                  | WBCムエタイ・ジャパン第2回大会「The Path to the World Champion」 【WBCムエタイ日本ライト級王座決定戦】              | 2011年10月2日  |
| △    | ヨーゲンチャイ・エスジム               | 5R終了 判定1-1                                  | REBELS.8 × IT'S SHOWTIME JAPAN countdown-1                                                                          | 2011年7月18日  |
| ×    | ジャルンチャイ・ウッドドニムアン       | 5R終了 判定1-2                                  | 龍行天下 【WBCムエタイ世界ライト級暫定王座決定戦】                                                                  | 2010年8月21日  |
| ×    | カノンスック・ウィラサクレック         | 5R終了 判定0-3                                  | M-1 RAJA BOXING SINGHA BEER ムエタイチャレンジ「NAI KANOMTOM vol.2」 【WPMF世界ライト級タイトルマッチ】             | 2010年6月6日   |
| ○    | コントラノン・エクシンデコン           | 3R 0:57 TKO（レフェリーストップ：左ローキック） | REBELS | 2010年1月23日  |
| ○    | ユン・ハジン                           | 5R終了 判定3-0                                  | 八王子格闘祭り 〜ムエタイの壁〜 【WPMF世界ライト級タイトルマッチ】                                                  | 2009年8月2日   |
| ○    | デッートサムット・チョールークサムット | 5R終了 判定3-0                                  | M-1 FAIRTEX ムエタイチャレンジ 2009「Yod Nak Suu vol.1」 【WPMF世界ライト級王座決定戦】                             | 2009年3月1日   |
| ×    | トゥワントーン・ソー・プンパンムアン   | 5R終了 判定1-2                                  | M-1 FAIRTEX SINGHA BEER ムエタイチャレンジ 「Legend of elbows 2008 〜JAO SUU〜」                                    | 2008年11月9日  |
| ○    | グーピー・ウォー・スティラー           | 5R終了 判定2-1                                  | ジャパン・ムエタイ・センター「RIDE ON TIME」                                                                        | 2008年5月6日   |
| ×    | エブゲニー・キヒル                     | 5R終了 判定1-2                                  | WORLD CHAMPIONSHIOP MUAYTHAI 【WBCムエタイインターコンチネンタルスーパーフェザー級王者決定戦】                      | 2007年9月8日   |
| ○    | 大月晴明                               | 5R終了 判定3-0                                  | 全日本キックボクシング連盟「Departure 〜野良犬FINAL〜」                                                             | 2007年3月9日   |
| ×    | チューティン・シットクヴォンイム       | 3R終了 判定0-2                                  | 全日本キックボクシング連盟「Solid Fist」                                                                            | 2006年11月12日 |
| ○    | サトルヴァシコバ                       | 3R 2:13 TKO（カット）                           | 全日本キックボクシング連盟「Spear of Destiny」 【全日本ライト級タイトルマッチ】                                     | 2006年7月23日  |
| ○    | 海戸淳                                 | 3R終了 判定2-0                                  | 全日本キックボクシング連盟「CROSS OVER」                                                                            | 2006年5月14日  |
| ×    | 吉本光志                               | 3R終了 判定0-3                                  | 全日本キックボクシング連盟「Fight Must Go On」 【全日本ライト級王座決定トーナメント 準決勝】                        | 2005年11月12日 |
| ×    | リアム・ハリソン                       | 2R 2:09 KO（左フック）                          | 全日本キックボクシング連盟「SUPER FIGHT 〜日本VS世界・5対5マッチ〜」                                                | 2005年7月24日  |
| ○    | 島野智広                               | 3R+延長R終了 判定2-1                            | 全日本キックボクシング連盟「STRAIGHT」                                                                              | 2005年5月15日  |
| ○    | 三原日出男                             | 3R終了 判定3-0                                  | FUTURE FIGHTER IKUSA 6 〜宙(SORA)〜GANGSTAR☆Z＠Velfarre                                                             | 2004年11月28日 |
| ○    | ダーキー・ムアンウボン                 | 3R+延長R終了 判定2-1                            | J-NETWORK「Kick Squad 5」                                                                                           | 2004年9月14日  |
| ×    | 山本真弘                               | 3R終了 判定0-3                                  | 全日本キックボクシング連盟 「全日本ライト級最強決定トーナメント2004 1st STAGE」 【1回戦】                           | 2004年3月13日  |
| △    | 藤牧孝仁                               | 3R終了 判定0-0 （延長R終了 判定1-2）            | 全日本キックボクシング連盟「SCRAMBLE」 【全日本ライト級王座挑戦者決定戦】                                           | 2003年11月23日 |
| ×    | リアム・ハリソン                       | 3R 2:55 KO（3ダウン：左フック）                 | 全日本キックボクシング連盟「KICK OUT」                                                                              | 2003年7月20日  |
| ○    | 前田尚紀                               | 1R 0:19 KO（左フック）                          | 全日本キックボクシング連盟 「全日本ライト級最強決定トーナメント」                                                   | 2003年3月8日   |
| △    | サイナムノーイ・シッバイペチ           | 5R終了 判定1-0                                  | J-NETWORK「The Magnificient 5」                                                                                     | 2002年12月1日  |
| ○    | 山田健博                               | 4R 1:29 KO（左ローキック）                      | マーシャルアーツ日本キックボクシング連盟「SPIRIT」                                                                  | 2002年9月28日  |
| △    | ノッパガオ・ソーワンチャー             | 5R終了 判定1-1                                  | J-NETWORK「J-BLOODS-III」                                                                                           | 2002年7月12日  |
| ×    | 大月晴明                               | 1R 0:53 KO（右ミドルキック）                    | マーシャルアーツ日本キックボクシング連盟「KING COMBAT-2002 - KICK BOXING 60kg TOURNAMENT 日本最強決定戦」 【1回戦】 | 2002年3月30日  |
| ×    | テワリットノイ・SKVジム                | 3R 1:56 TKO                                     | J-NETWORK「THE CRUSADE-4」                                                                                          | 2001年11月21日 |
| ○    | ファイティング前沢                     | 3R 1:59 TKO（ドクターストップ）                 | マーシャルアーツ日本キックボクシング連盟「ODYSSEY-4」                                                               | 2001年9月29日  |
| △    | ソンハーン・ナチャイ                   | 5R終了 判定0-1                                  | J-NETWORK「THE CRUSADE-II」                                                                                         | 2001年7月17日  |
| ○    | チャンプアン・サクシープン             | 5R終了 判定                                     | タイ・オムノーイスタジアム                                                                                          | 2001年5月26日  |
| ○    | リティチャイ・パヤナン                 | 5R終了 判定3-0                                  | J-NETWORK「THE CRUSADE -聖戦-」                                                                                     | 2001年3月23日  |
| ○    | グライガンワーン・オースイプロワーイ   | 5R終了 判定3-0                                  | J-NETWORK「SHANGURILA-FIN」                                                                                         | 2000年12月25日 |
| ○    | アラビアン・ハセガワ                   | 5R終了 判定2-1                                  | J-NETWORK「SHANGURILA-2」 【初代J-NETWORKフェザー級王座決定戦】                                                     | 2000年7月31日  |
| ○    | チャイノーイ・オー・プラソップチャイ   | 2R KO（ローキック）                             | タイ・バンコクBBTVスタジアム                                                                                        | 2000年5月28日  |
| ○    | ソンポン・ソーチタラダ                 | 5R 2:09 TKO（左ストレート）                     | J-NETWORK「KICK BOXING SHANGURILA-1」                                                                               | 2000年2月4日   |
| ○    | ソンチャイ・JMTC                       | 5R終了 判定3-0                                  | 全日本キックボクシング連盟「KICK the KICK 1999 Stage III」                                                          | 1999年10月14日 |
| ○    | 藤武蔵                                 | 4R 0:12 KO（左ハイキック）                      | 全日本キックボクシング連盟「WAVE-IV」 【全日本フェザー級王座決定戦】                                                | 1999年7月13日  |
| ○    | 立嶋篤史                               | 5R終了 判定3-0                                  | J-NETWORK「KICK the KICK」 【全日本フェザー級王座決定トーナメント 準決勝】                                          | 1999年6月1日   |
| ○    | 遠藤慎介                               | 1R 3:04 KO（右フック）                          | J-NETWORK「KICK the KICK 1998 FINAL」                                                                               | 1998年12月22日 |
| ×    | 梅下湧暉                               | 5R終了 判定0-2                                  | J-NETWORK「KICK the KICK 1998 STAGE-4」                                                                             | 1998年9月26日  |
| ○    | 川村幸生                               | 判定2-0                                         | J-NETWORK「KICK the KICK 1998 STAGE-1」                                                                             | 1998年2月28日  |
| ×    | バンラントン・ルークボライ             | 5R終了 判定1-2                                  | J-NETWORK 旗揚げ戦                                                                                                  | 1997年12月21日 |
| ○    | 横山潔昌                               | 1R TKO                                          | 全日本キックボクシング連盟「KICK OVER-VIII」                                                                        | 1997年7月25日  |
| ○    | 杉内勝                                 | 3R終了 判定3-0                                  | 全日本キックボクシング連盟「KICK SPIRITS-X」                                                                        | 1996年12月15日 |

### エキシビションマッチ
| 勝敗 | 対戦相手               | 試合結果 | 大会名                                    | 開催年月日     |
| －   | 小比類巻貴之           | 2分2R    | FUTURE FIGHTER IKUSA 5 〜乱〜 MONKEYMAGIC | 2004年1月24日  |
| －   | 山口元気               | 2分2R    | J-NETWORK「MAKING THE ROAD-5」            | 2001年10月14日 |
| －   | アノラック・ゲニワット | 3分1R    | J-NETWORK「大江戸十番勝負」               | 2000年11月19日 |

## 獲得タイトル
- 初代J-NETWORKフェザー級王座
- 第18代全日本ライト級王座
- 第17代全日本フェザー級王座
- WPMF世界ライト級王座